# 法村里絵
法村 里絵（のりむら りえ、1957年 - ）は、日本の翻訳家。

## 略歴
東京都生まれ。
女子美術短期大学服飾科刺繍教室卒業。

## 翻訳
- 『彼が彼女になったわけ』（デイヴィッド・トーマス、角川文庫） 1996
- 『洗脳裁判』（ジーン・ハンフ・コレリッツ、角川文庫） 1997
- 『危険なカリブ海クルーズ』（ジェイン・ヘラー、扶桑社） 1998
- 『天才アームストロングのたった一つの嘘』（ジェイムズ・L・ハルペリン、角川文庫） 1998
- 『マーリンの謎』（ジョナサン・ガンソン、角川書店） 1999
- 『森は知っている』（ベルンド・ハインリッチ、角川書店） 1999
- 『創世の暗号』（ジョン・ケース、角川書店） 1999
- 『ペイ・フォワード 可能の王国』（キャサリン・ライアン・ハイド、角川書店） 2000
- 『美人姉妹は名探偵』（ジェイン・ヘラー、扶桑社） 2000
- 『あなたを主役に変える本』（ジェニファ・ブラント、角川書店） 2002
- 『パストラリア』（ジョージ・ソウンダース、角川書店） 2002
- 『ローラに何がおきたのか』（フレドリック・ヒューブナー、角川文庫） 2003
- 『嘘つきの恋は高くつく』（ジェイン・ヘラー、扶桑社） 2003
- 『恋はストンと落ちるもの』（ドナ・コーフマン、新潮社） 2005
- 『めぐり逢えたはずなのに』（アレクサンドラ・グレイ、ソニー・マガジンズ） 2006
- 『この身を悪魔に捧げて』上・下（ステファニー・ローレンス、ヴィレッジブックス） 2008
- 『聖なる谷の淑女』上・下（ステファニー・ローレンス、ヴィレッジブックス） 2009
- 『私を見つけるのはあなだだけ』（セレステ・ブラッドリー、竹書房） 2010
- 『三つの秘文字』上・下（S・J・ボルトン、創元推理文庫） 2011
- 『毒の目覚め』上・下（S・J・ボルトン、創元推理文庫） 2012
- 『修道院の第二の殺人』（アランナ・ナイト、創元推理文庫） 2012
- 『エジンバラの古い柩』（アランナ・ナイト、創元推理文庫） 2012
- 『蒸気機関車と血染めの外套』（アランナ・ナイト、創元推理文庫） 2013
- 『緋の収穫祭』（S・J・ボルトン、創元推理文庫） 2014
- 『ミッドナイト・クリスタル』（ジェイン・キャッスル、ヴィレッジブックス） 2014
- 『マジシャンは騙りを破る』（ジョン・ガスパード、創元推理文庫） 2015
- 『赤毛のアンセム・シリーズI 秘密の心臓』（アメリア・カヘーニ、チャイコ） 2016
- 『赤毛のアンセム・シリーズⅡ 悪の道化師』（アメリア・カヘーニ、チャイコ） 2016
- 『秘密だらけの危険なトリック』（ジョン・ガスパード、創元推理文庫） 2017
- 『林檎の樹』（ゴールズワージー、新潮文庫） 2017
- 『遭難信号』（キャサリン・ライアン・ハワード、創元推理文庫） 2018
- 『墜落 フリーフォール』（ジェシカ・バリー、集英社文庫） 2020
- 『幸運は死者に味方する』（スティーヴン・スポッツウッド、創元推理文庫） 2021
- 『英国屋敷の二通の遺書』（R・V・ラーム、東京創元社） 2022

### ヒラリー・ウォー
- 『この町の誰かが』（ヒラリー・ウォー、創元推理文庫） 1999
- 『冷えきった週末』（ヒラリー・ウォー、創元推理文庫） 2000
- 『待ちうける影』（ヒラリー・ウォー、創元推理文庫） 2001
- 『ながい眠り』（ヒラリー・ウォー、創元推理文庫） 2005
- 『失踪当時の服装は』（ヒラリー・ウォー、創元推理文庫） 2014
- 『生まれながらの犠牲者』（ヒラリー・ウォー、創元推理文庫） 2019

### 「フェレット」シリーズ
- 『フェレットの冒険Ⅰ 海の救助隊』（リチャード・バック、新潮社） 2008
- 『フェレットの冒険Ⅱ 嵐のなかのパイロット』（リチャード・バック、新潮社） 2008
- 『フェレット物語Ⅰ 海の救助隊』（リチャード・バック、新潮文庫） 2009
- 『フェレット物語Ⅱ 嵐のなかのパイロット』（リチャード・バック、新潮文庫） 2009
- 『フェレット物語Ⅲ　二匹は人気作家』（リチャード・バック、新潮文庫） 2009
- 『フェレット物語Ⅳ 大女優の恋』（リチャード・バック、新潮文庫） 2009
- 『フェレット物語Ⅴ 名探偵の大発見』（リチャード・バック、新潮文庫） 2009

### 「ペンドラゴン」シリーズ
- 『ペンドラゴン - 死の商人』（D・J・マクヘイル、角川書店） 2004
- 『ペンドラゴン - 失われた都市ファー』（D・J・マクヘイル、角川書店） 2004
- 『ペンドラゴン - 未来を賭けた戦い』（D・J・マクヘイル、角川書店） 2005
- 『ペンドラゴン - 見捨てられた現実』（D・J・マクヘイル、角川書店） 2005

### サンドラ・ブラウン
- 『虜にされた夜』（サンドラ・ブラウン、新潮文庫） 2001年
- 『憎しみの孤島から』上・下（サンドラ・ブラウン、新潮文庫） 2003
- 『暗闇よこんにちは』上・下（サンドラ・ブラウン、新潮文庫） 2004
- 『氷の城で熱く抱いて』上・下（サンドラ・ブラウン、新潮文庫） 2007